# Gynoplistia costospilota
Gynoplistia costospilota är en tvåvingeart som beskrevs av Alexander 1971. Gynoplistia costospilota ingår i släktet Gynoplistia och familjen småharkrankar. Inga underarter finns listade i Catalogue of Life.